# 威廉斯岩
威廉斯岩（英語：Williams Rocks）是南極洲的島群，位於麥克羅伯特森地對開海域，處於弗拉特群島和霍姆灣以北14公里，在1954年由探險隊繪入地圖，島上無人居住。
67°26′S 62°46′E / 67.433°S 62.767°E